# Seibersdorf (Kirchdorf am Inn)
Seibersdorf ist ein Gemeindeteil der Gemeinde Kirchdorf am Inn im niederbayerischen Landkreis Rottal-Inn.

## Lage
Seibersdorf liegt etwa vier Kilometer südwestlich von Kirchdorf am Inn. Vom Inn wird es durch die Seibersdorfer Au und die Seibersdorfer Lacke getrennt.

## Geschichte
Die Örtlichkeit ist in einer Zensualenschenkung an das Kloster Ranshofen aus dem Jahr 1140 ersturkundlich genannt. Es werden darin die Zeugen Diemarus de Sifridestorf und Roupertus de Sifridestorf genannt. Der Ortsname geht auf den Personennamen Sifrid als Kurzform zu Sigifrid zurück.
Die Seibersdorfer bildeten im 15. Jahrhundert um ihren gleichnamigen Sitz eine ausgedehnte Grundherrschaft, die nach ihrem Aussterben 1544 an die Offenheimer überging. Diese erlangten für Seibersdorf im selben Jahr den Status einer Hofmark. 1752 bestand Seibersdorf aus einem Hofbau und 28 Anwesen. 1779 wurden von Kurfürst Karl Theodor die Lehen Karl Graf von Berchem zugesprochen.
Im Zuge der Neugliederung des nunmehrigen Königreiches Bayern wurde 1811 der Steuerdistrikt Seibersdorf gebildet, der außer Teilen der Hofmark Seibersdorf den Sitz Deindorf sowie Teile der Obmannschaften Julbach und Kirchdorf umfasste. Als 1818 mit dem Gemeindeedikt die politischen Gemeinden entstanden, kam Seibersdorf jedoch zur Gemeinde Kirchdorf, während die Hofmark im 1820 bestätigten Patrimonialgericht I. Klasse Ritzing aufging. 1903 wurde die Expositur Seibersdorf errichtet.

## Sehenswürdigkeiten
- Expositurkirche St. Jakobus der Ältere. Die spätgotische Anlage wurde 1471 errichtet. Sie besitzt einen neugotischen Hochaltar sowie gotische Figuren und Grabsteine.
- Schloss Seibersdorf

## Vereine
- Katholischer Frauenbund Seibersdorf
- Freiwillige Feuerwehr Seibersdorf. Sie wurde 1898 gegründet.